# Субпрефектура Жасанан/Тремембре
Субпрефектура Жасанан/Тремембре (порт. Subprefeitura de Jaçanã/Tremembé) — одна з 31 субпрефектури міста Сан-Паулу, розташована на півночі міста. Її повна площа 64,10 км², населення понад 255 тис. мешканців. Складається з 2 округів:
- Жасанан (Jaçanã)
- Тремембре (Tremembé)